# Мандельё-ла-Напуль (кантон)
Мандельё-ла-Напу́ль (фр. Canton de Mandelieu-la-Napoule) — кантон на юго-востоке Франции в регионе Прованс — Альпы — Лазурный Берег, департамент Приморские Альпы, округ Грас. Кантон был создан 22 марта 2015 года в качестве административного центра для 5 коммун.

## История
Кантон Мандельё-ла-Напуль — новая единица административно-территориального деления Франции (департамент Приморские Альпы, округ Грас), созданная декретом от 24 февраля 2014 года. Новая норма административного деления вступила в силу на первых региональных (территориальных) выборах (новый тип выборов во Франции). Таким образом, единые территориальные выборы заменяют два вида голосования, существовавших до сих пор: региональные выборы и кантональные выборы (выборы генеральных советников). Первые выборы такого типа, на которых избирают одновременно и региональных советников (членов парламентов французских регионов) и генеральных советников (членов парламентов французских департаментов) состоялись в коммуне Мандельё-ла-Напуль 22 марта 2015 года. Эта дата официально считается датой создания нового кантона. Начиная с этих выборов, советники избираются по смешанной системе (мажоритарной и пропорциональной). Избиратели каждого кантона выбирают Совет департамента (новое название генерального Совета): двух советников разного пола. Этот новый механизм голосования потребовал перераспределения коммун по кантонам, количество которых в департаменте уменьшилось вдвое с округлением итоговой величины вверх до нечётного числа в соответствии с условиями минимального порога, определённого статьёй 4 закона от 17 мая 2013 года. В результате пересмотра общее количество кантонов департамента Приморские Альпы в 2015 году уменьшилось с 52-х до 27-ти.
Советники департаментов избираются сроком на 6 лет. Выборы территориальных и генеральных советников проводят по смешанной системе: 80 % мест распределяется по мажоритарной системе и 20 % — по пропорциональной системе на основе списка департаментов. В соответствии с действующей во Франции избирательной системой для победы на выборах кандидату в первом туре необходимо получить абсолютное большинство голосов (то есть больше половины голосов из числа не менее 25 % зарегистрированных избирателей). В случае, когда по результатам первого тура ни один кандидат не набирает абсолютного большинства голосов, проводится второй тур голосования. К участию во втором туре допускаются только те кандидаты, которые в первом туре получили поддержку не менее 12,5 % от зарегистрированных и проголосовавших «за» избирателей. При этом, для победы во втором туре выборов достаточно простого большинства (побеждает кандидат, набравший наибольшее число голосов).

## Консулы кантона
После реформы 2015 года консулов избирают парами:
| Консулы кантона после реформы 2015 года: | Консулы кантона после реформы 2015 года: | Консулы кантона после реформы 2015 года: | Консулы кантона после реформы 2015 года: |
| Период                                   | Пара консулов                            | Статус                                   | Должность                                |
| ---------------------------------------- | ---------------------------------------- | ---------------------------------------- | ---------------------------------------- |
| 2015 — 2021                              | Michèle Paganin                          |                                          |                                          |
| 2015 — 2021                              | Henri Leroy                              |                                          |                                          |

## Состав кантона
Новый кантон в составе округа Грас сформирован 22 марта 2015 года. По данным INSEE, кантон Мандельё-ла-Напуль включает в себя 2 коммуны упразднённого кантона Западные Мандельё-Канны (Мандельё-ла-Напуль, Теуль-сюр-Мер), коммуну Ла-Рокетт-сюр-Сьянь из состава упразднённого кантона Мужен и 2 коммуны упразднённого кантона Южный Грас (Орибо-сюр-Сьянь и Пегома). Численность населения кантона — 40 463 человека (2013).
С 22 марта 2015 года кантону подчинены 5 коммун:
| Код INSEE | Коммуна             | Французское название   | Почтовый индекс | Площадь, км² | Население (2013) | Плотность, чел/км² |
| --------- | ------------------- | ---------------------- | --------------- | ------------ | ---------------- | ------------------ |
| 06007     | Орибо-сюр-Сьянь     | Auribeau-sur-Siagne    | 06810           | 5,48         | 3106             | 556,4              |
| 06079     | Манделье-ла-Напуль  | Mandelieu-la-Napoule   | 06210           | 31,37        | 22 864           | 724,1              |
| 06090     | Пегома              | Pégomas                | 06580           | 11,28        | 7598             | 645,8              |
| 06108     | Ла-Рокетт-сюр-Сьянь | La Roquette-sur-Siagne | 06550           | 6,31         | 5381             | 830,9              |
| 06138     | Теуль-сюр-Мер       | Théoule-sur-Mer        | 06590           | 10,49        | 1514             | 145,5              |